# Dead Man's Shoes - Cinque giorni di vendetta
Dead Man's Shoes - Cinque giorni di vendetta (Dead Man's Shoes) è un film del 2004 diretto da Shane Meadows.

## Trama
Richard, dopo aver servito nell'esercito britannico, fa ritorno nella sua città natale di Matlock, nel Derbyshire. Il suo obiettivo è vendicarsi di un gruppo di spacciatori che hanno abusato fisicamente, psicologicamente e sessualmente di suo fratello minore, Anthony, affetto da disabilità mentale. La storia si sviluppa in cinque giorni, alternando il presente ai flashback di quella violenta giornata. Richard inizia a colpire psicologicamente la banda, formata da Sonny, Herbie, Soz, Tuff, Big Al, Gypsy John e altri. Mascherato, irrompe di notte nei loro rifugi, lasciando scritte minacciose. La tensione cresce finché Richard non compie il primo omicidio, dichiarando apertamente la sua intenzione di eliminarli tutti. I gangster, terrorizzati, discutono se ucciderlo, ma la situazione precipita quando Sonny, tentando di colpirlo dalla fattoria di Motson, spara per errore a un compagno. Fuggiti in preda al panico, si barricano in una casa dove ingeriscono inconsapevolmente della droga e si ritrovano in uno stato di grave alterazione. Ormai inoffensivi, diventano facili prede: l’ex soldato li elimina uno a uno, estorcendo a Herbie il nascondiglio di Mark, l’unico che si era ritirato dalla vita criminale. Richard rintraccia Mark che vive con sua moglie, Patti, e i loro figli. Mark confessa a sua moglie che la banda aveva drogato Anthony con dell'LSD, lo aveva torturato e umiliato in una chiesa diroccata e lo aveva abbandonato. Poco dopo, Anthony si era impiccato. Richard porta Mark alla rovina dove Anthony aveva subito quelle umiliazioni e gli rivela che tutti gli altri sono morti e affronta con lui un ultimo, teso confronto che mette a nudo colpa, paura e un legame impossibile da spezzare. Straziato dai sensi di colpa e timoroso di non fermarsi dal compiere altri omicidi, Richard pone a Mark una condizione estrema per risparmiarlo, trasformando l’atto finale in un confronto diretto e drammatico che suggella la loro tragica connessione.

## Colonna sonora
La colonna sonora del film è stata distribuita dalla Warp Records nell'ottobre del 2004.

### Tracce
1. Smog – Vessel in Vein
2. Calexico – Untitled II
3. Calexico – Untitled III
4. Adem – Statued
5. Calexico – Ritual Road Map
6. Laurent Garnier – Forgotten Thoughts
7. The Earlies – Morning Wonder
8. Richard Hawley – Steel 2
9. Clayhill – Afterlight
10. Calexico – Crooked Road and the Briar
11. Lucky Dragons – Heartbreaker
12. Gravenhurst – The Diver
13. Cul de Sac - I Remember Nothing More
14. P.G. Six – Fallen Leaves that Jewel the Ground
15. ABBC – Pluis sans nuages
16. Aphex Twin – Nanou 2
17. M. Ward – Dead Men
18. DM & Jemini - The Only One

Ci sono delle tracce che compaiono nel film, ma non nell'album, come "Monkey Hair Hide" di The Leisure Society, "A King at Night" di Bonnie "Prince" Billy, "De Profundis" di Arvo Pärt, "Let My Prayer Arise" dell'Estonian Philharmonic Chamber Choir, e "Chinese Water Python" di Robyn Hitchcock.